# 하준석 (가수)
하준석(1987년 8월 9일 ~ )은 대한민국의 가수로, 어베인뮤직의 3인조 그룹 울랄라세션의 멤버였다.

## 학력
- 수도전기공업고등학교 정보통신과
- 광운대학교 전자공학과

## 음반 활동
하준석은 2016년부터 2019년 7월까지 발매된 음반에 참여하였다.
- 겨울 끝 (2019년)

| 발매일     | 앨범명      | 수록곡                                   |
| ---------- | ----------- | ---------------------------------------- |
| 2019년 3월 | 《겨울 끝》 | 1. 겨울 끝 with 반하나 2. 겨울 끝(Inst.) |

### 참여 음반
- 울랄라 프레이즈 Sunny day (2015년)
- 하현곤 팩토리 2015년 하팩캘린더 10월 그리움만 남긴 사랑 (2015년)
- 드라마틱스 Why 그때는 왜 (2017년)

### 방송
- 2018년 MBC 미스터리 음악쇼 복면가왕 - 우리집 뿌셔져또.. 콜로세움 (참가자)